# Onsdan och Torsdan

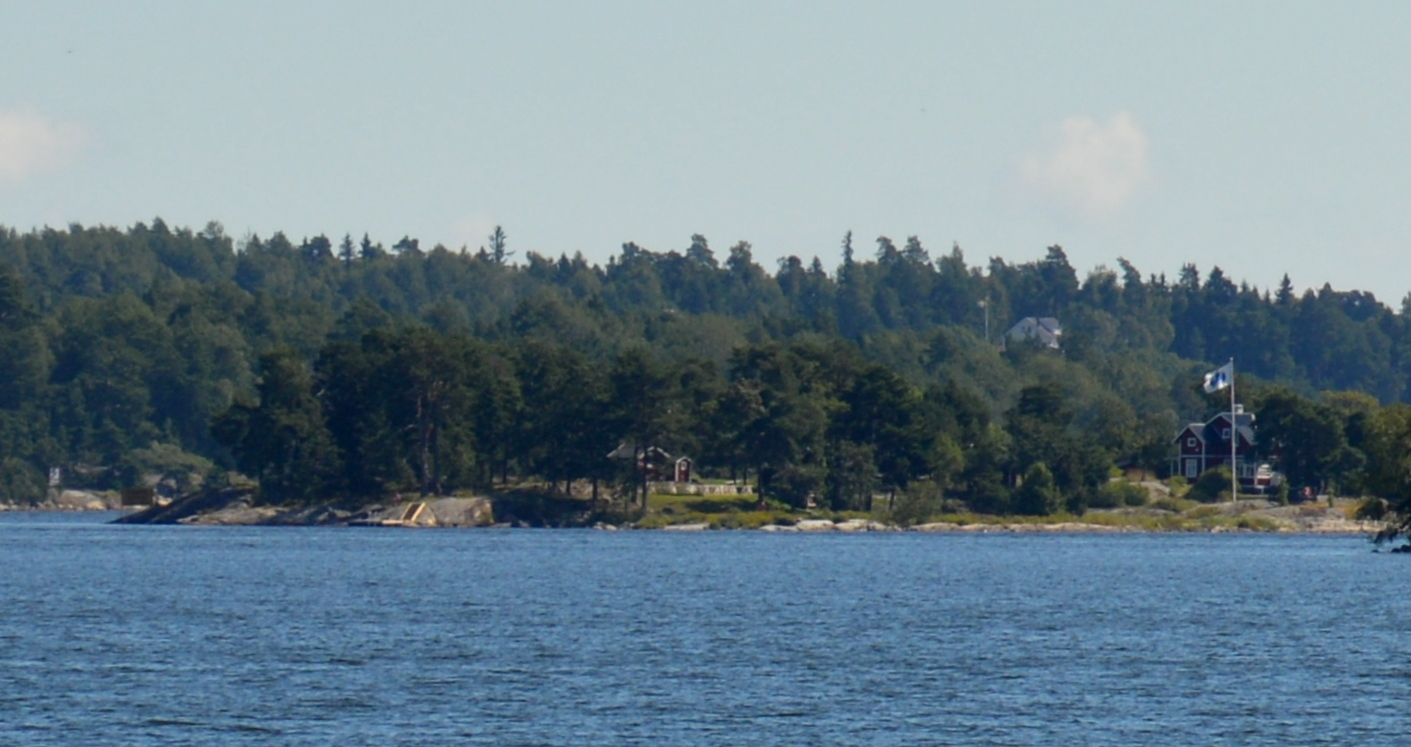
Onsdan och Torsdan, im Hintergrund Tegelön

Onsdan och Torsdan ist eine zu Schweden gehörende Insel im Stockholmer Schärengarten.
Die mit mehreren Gebäuden bebaute Insel gehört zur Gemeinde Nacka und liegt unmittelbar nördlich vor der Insel Tegelön im Höggarnsfärden. Nördlich Ondans och Torsdans verläuft die Schiffspassage von der Ostsee nach Stockholm. Die Insel erstreckt sich von Norden nach Süden über etwa 80 Meter, bei einer Breite von bis zu 50 Metern. 
Der Name der Insel ist seit 1906 belegt und bedeutet im Deutschen Mittwoch und Donnerstag. Er passt sich damit in die Reihe der benachbarten Inseln ein. Von Südosten nach Nordwesten liegen die Inseln Måndan (Montag), Tisdan (Dienstag), Onsdan och Torsdan (Mittwoch und Donnerstag), Fredan (Freitag) und Lördan (Sonnabend). Eine Insel mit einem auf Sonntag bezugnehmenden Namen gibt es in der Reihe nicht. Der Doppelname Onsdan och Torsdan geht darauf zurück, dass es sich ursprünglich um zwei Inseln handelte, die im Zuge der Landhebung um das Jahr 1959 zu einer Insel zusammengewachsen sind. Der Grund für die ungewöhnliche Benennung ist unklar. Vermutlich ergab sich die Benennung als Fortsetzung, nachdem eine Insel, Fredan, möglicherweise mit einem Bezug auf die nordische Göttin Freya, schon früh einen Namen erhalten hatte, der sich auf einen Wochentag bezieht. Andere Vermutungen gehen dahin, dass Bauern die kleinen Inseln jeweils an dem Wochentag als Viehweide nutzten und sonntags das Vieh auf Tegelön blieb.